# Mattaangasut
Mattaangasut är en ö i Grönland (Kungariket Danmark).   Den ligger i kommunen Qaasuitsup, i den västra delen av Grönland, 1 100 km norr om huvudstaden Nuuk. Arean är 14,7 kvadratkilometer.
Terrängen på Mattaangasut är lite kuperad. Öns högsta punkt är 267 meter över havet. Den sträcker sig 4,4 kilometer i nord-sydlig riktning, och 7,4 kilometer i öst-västlig riktning.